# Humberto Francisco Burzio

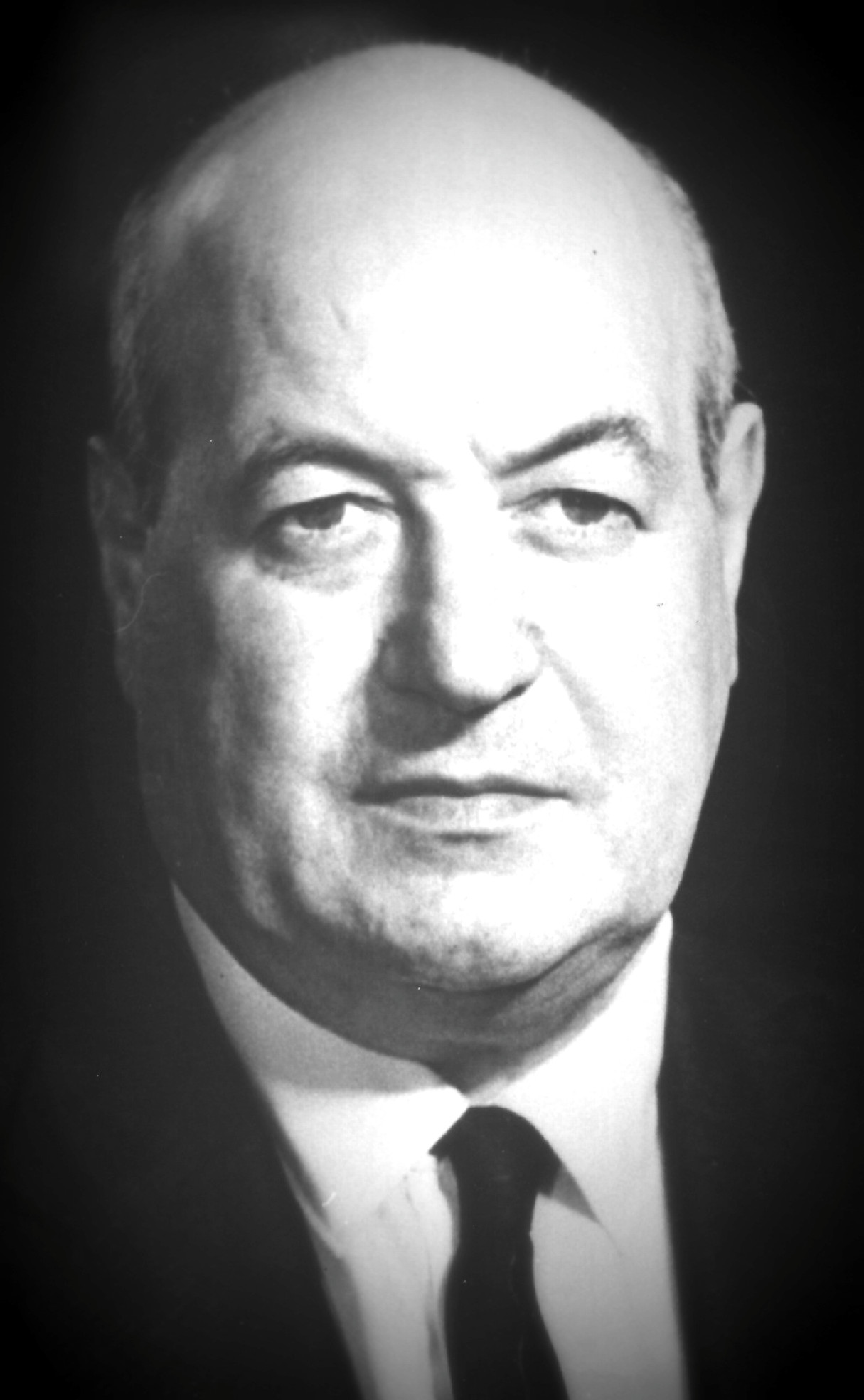
Foto Dehn (1970): Capitán de navío Humberto F. Burzio (1902-1980)

Humberto Francisco Burzio (Buenos Aires, Argentina, 2 de julio de 1902 – Buenos Aires, Argentina, 18 de agosto de 1980) fue un historiador naval, numismático, oficial militar y embajador argentino. En palabras del historiador Enrique Barba, Humberto Burzio ajustó su vida a tres aficiones: su carrera castrense, primero, que lo llevó a escribir sobre temas marineros; luego, el estudio moroso de su valiosísima colección de mapas, y la otra, la numismática.

## Oficial militar y naval
Ingresó a la Armada Argentina como auxiliar contador en 1923, realizó una destacada carrera naval en el escalafón de Intendencia y, luego de alcanzar la jerarquía de capitán de navío, solicitó su retiro de la fuerza en 1952. En 1956, fue nombrado en el Cuerpo de Retiro Activo y, finalmente, en 1964, pasó a prestar servicios militares en situación de retiro hasta su muerte.
En esta nueva etapa de su vida fue secretario general de la Comisión Nacional de Homenaje al Almirante Guillermo Brown en el centenario de su muerte, cuyas actividades se desarrollaron entre 1956 y 1957. En esa oportunidad, junto con la Academia Nacional de la Historia, fueron editados los Documentos del Almirante Brown.
La eficaz actuación de esa comisión generó el interés en mantener el estudio del pasado marítimo y naval argentino. Así, fue creada la División Historia Naval (25/10/1957), organizada y comandada por Burzio, y dependiente de la Subsecretaría de Marina (órgano de la Secretaría de Estado de Marina).
Dos años más tarde, Burzio impulsó la reestructuración de esa división en lo que se denominó Departamento de Estudios Históricos Navales (DEHN); encabezando su jefatura hasta el 1 de marzo de 1970. Bajo su dirección, el DEHN publicó aproximadamente 35 obras en la especialidad historia naval.

## Historiador marítimo y naval
Sus investigaciones en historia marítima y naval han sido relevantes, temática que encontramos también en sus estudios numismáticos.
Con motivo del Sesquicentenario de la Revolución de Mayo, fue editada su obra Armada Nacional – Reseña histórica de su origen y desarrollo orgánico (1960), que comprende el aspecto orgánico de la Marina de Guerra argentina, es decir, aquel que se refiere a su origen y desarrollo, desde su nacimiento en 1811 y hasta fines del siglo XIX. La historia del torpedo y sus buques en la Armada Argentina 1874-1900, publicada en 1968, reúne un valioso material documental sobre esta arma tempranamente incorporada, estudiando los buques y las reparticiones que estuvieron vinculados a ella. Finalmente, citamos su Historia de la Escuela Naval Militar (1972), publicada con motivo del centenario de dicho instituto de formación, donde estudia los antecedentes del mismo y su evolución año tras año hasta 1972, así como los viajes de instrucción en los buques-escuela.
En su producción, el autor articuló el pasado de dichas instituciones navales con el de su país porque no hay historias aisladas dentro de un propio pueblo, como tampoco las hay dentro de los organismos que componen su cuerpo; todas tienen una interdependencia que las convierte en únicas.  En su obra destacan los esfuerzos permanentes de los hombres de la Marina de Guerra por organizarla casi sin medios ni personal y responder a los intereses nacionales, tanto en tiempos de conflicto armado como en tiempos de paz.

## Numismático de reconocida trayectoria
Asimismo, Humberto Burzio destacó como numismático y alcanzó el reconocimiento de la crítica autorizada, incluso a nivel internacional. Poseía una colección de más de 15 000 piezas entre medallas y monedas.
Algunas de sus obras más relevantes en este campo son: Ceca de la Villa Imperial de Potosí y su moneda colonial (1945), La historia numismática de la Armada Argentina (1945), La moneda primitiva del Perú en el siglo XVI  (1947); Ensayo de un catálogo universal de medallas de los Reyes Católicos y descubrimiento de América (publicado en Barcelona en 1953), Diccionario de la moneda hispanoamericana (1956-1958) en tres volúmenes y La Marina en la moneda romana (1961).
Su último trabajo, Buenos Aires en la medalla (1981) fue publicado por la Municipalidad de Buenos Aires luego de su fallecimiento. En su introducción, no solo explica cómo fue lograda esa obra sino que sintetiza la labor científica de todas las anteriores: durante años se preocupó en reunir, por adquisición, canje o donación, medallas referentes a la ciudad de Buenos Aires, con la ambiciosa meta de formar su archivo documental metálico, que, logrado, constitúyese una crónica de los episodios, trascendentes o no, que jalonaron su prodigiosa evolución, especialmente desde la segunda mitad del siglo pasado al presente.
Fue miembro de The American Numismatic Society de Nueva York de la que recibió el premio Al Mejor Numismático (1961) y del Philipine Numismatic and Antiquerian de Manila. Además, formó parte de la Sociedad Iberoamericana de Sociedades Numismáticas de España como socio fundador y de mérito. En reconocimiento por su actividad, en dos oportunidades recibió del gobierno español la condecoración de la Cruz de la Orden de Mérito Naval con distintivo blanco, de segunda y tercera clase. Además, en 1965, fue condecorado con la Orden El Sol del Perú. Finalmente, fue distinguido con el premio anual internacional Archer Milton Huntington (EE. UU.) y  Javier Conde Garriga (España).

## Actividad pública
Desde 1946, se incorporó a la Academia Nacional de la Historia de la República Argentina (por entonces, denominada Junta de Historia y Numismática), donde cumplió funciones como tesorero durante más de veinticinco años. Aceptó el nombramiento de académico de número en 1947, que le significó por reciprocidad el mismo honor en la Academia Nacional de la Historia de España, en la Academia Nacional de la Historia de Perú y en el Instituto Geográfico del Uruguay; y las correspondientes nominaciones a dichas instituciones en Chile, Paraguay y Brasil. Finalmente en 1976, fue elegido vicepresidente segundo, cargo que ejerció hasta 1978.
Ocupó cargos de índole cultural como la dirección del Museo Histórico Nacional (Buenos Aires, Argentina), la presidencia del Instituto Bonaerense de Numismática y Antigüedades, membresías dentro de la Comisión Nacional de Museos, Monumentos y Lugares Históricos y en la Academia Nacional Sanmartiniana.
Representó a la Argentina en el Perú con el rango de embajador.

## Obras del autor
- Buenos Aires en la medalla, 1981 (Obra póstuma)
- Historia de la Escuela Naval Militar, 1972.
- La historia del torpedo y sus buques en la Armada Argentina 1874-1900, 1968.
- La marina en la moneda romana: en su centenario, 1961.
- Armada Nacional – Reseña histórica de su origen y desarrollo orgánico, 1960
- San Martín y el mar, 1959
- La ceca de Lima: 1565-1824, 1958
- Diccionario de la moneda hispanoamericana, 1956-1958
- La medalla y el escudo a los libertadores de Montevideo: 1814, 1957
- Almirante Guillermo Brown: síntesis biográfica, 1957
- La ceca de la Villa Imperial de Potosí y la moneda colonial, 1945
- Historia numismática de la Armada Argentina, 1945
- Medallas del litigio de límites: argentino chileno, 1940.
- Nociones marítimas argentinas, 1940 (en colaboración con otros autores)

### Documentos inéditos
- Foja de Servicios N° 002498, Capitán de Navío Humberto Francisco Burzio, Expediente n° 293, Caja n° 1336, Archivo General de la Armada Argentina.

### Diarios, periódicos, revistas
- “Capitán de navío Humberto Burzio. Falleció ayer”, Diario La Prensa, Martes 19 de agosto de 1980
- “Inhumáronse los restos del capitán Humberto F. Burzio”, Diario La Prensa, Miércoles 20 de agosto de 1980.